# Tomasz Markowski
Pour les articles homonymes, voir Markowski.
Tomasz Markowski est un joueur d'échecs polonais né le 30 juillet 1975 à Głogów. Grand maître international depuis 1998, il a remporté cinq fois le championnat de Pologne (en 1993, 1998, 1999, 2003 et 2007) et la médaille de bronze au premier championnat d'Europe d'échecs individuel en 2000 à Saint-Vincent en Italie.
Au 1er août 2018, il est le 17e joueur polonais avec un classement Elo de 2 562 points.
Tomasz Markowski a représenté la Pologne lors de cinq olympiades de 1994 à 2002, , réalisant une performance Elo de 2 770 points au 4e échiquier à l'Olympiade d'échecs de 2002. 
Il a participé à quatre championnats d'Europe par équipes, remportant une médaille d'or individuelle à l'échiquier de réserve en 2005 avec 6,5 points sur 8 et une performance Elo de 2 752 points (la Pologne finit sixième de la compétition).
Il a remporté l'open de Genève en 1996 et 2000, et finit quatrième de l'Open Aeroflot de 2004.